# HIP 70849 b
Exoplanète,,,
HIP 70849 b est une planète extrasolaire en orbite autour de l'étoile de la séquence principale de type K HIP 70849 (en), située à environ ∼ 79 a.l. (∼ 24,2 pc) dans la constellation du Loup. Cette planète a été détectée par HARPS et annoncée le 19 octobre 2009, en même temps que 31 autres planètes. Ses paramètres étaient initialement mal définis, estimés à une masse minimale de 3 à 15 MJ et à un temps de 5 à 90 ans pour orbiter autour de l'étoile selon un demi-grand axe de 4,5 à 36 UA, l'excentricité et l'inclinaison étant inconnues. Ces données ont été considérablement mises à jour dans un article de décembre 2022, qui a trouvé des paramètres bien mieux définis, notamment une excentricité élevée, et dans un article de janvier 2023 qui a déterminé l'inclinaison et la masse réelle de la planète par astrométrie.